# Nendo

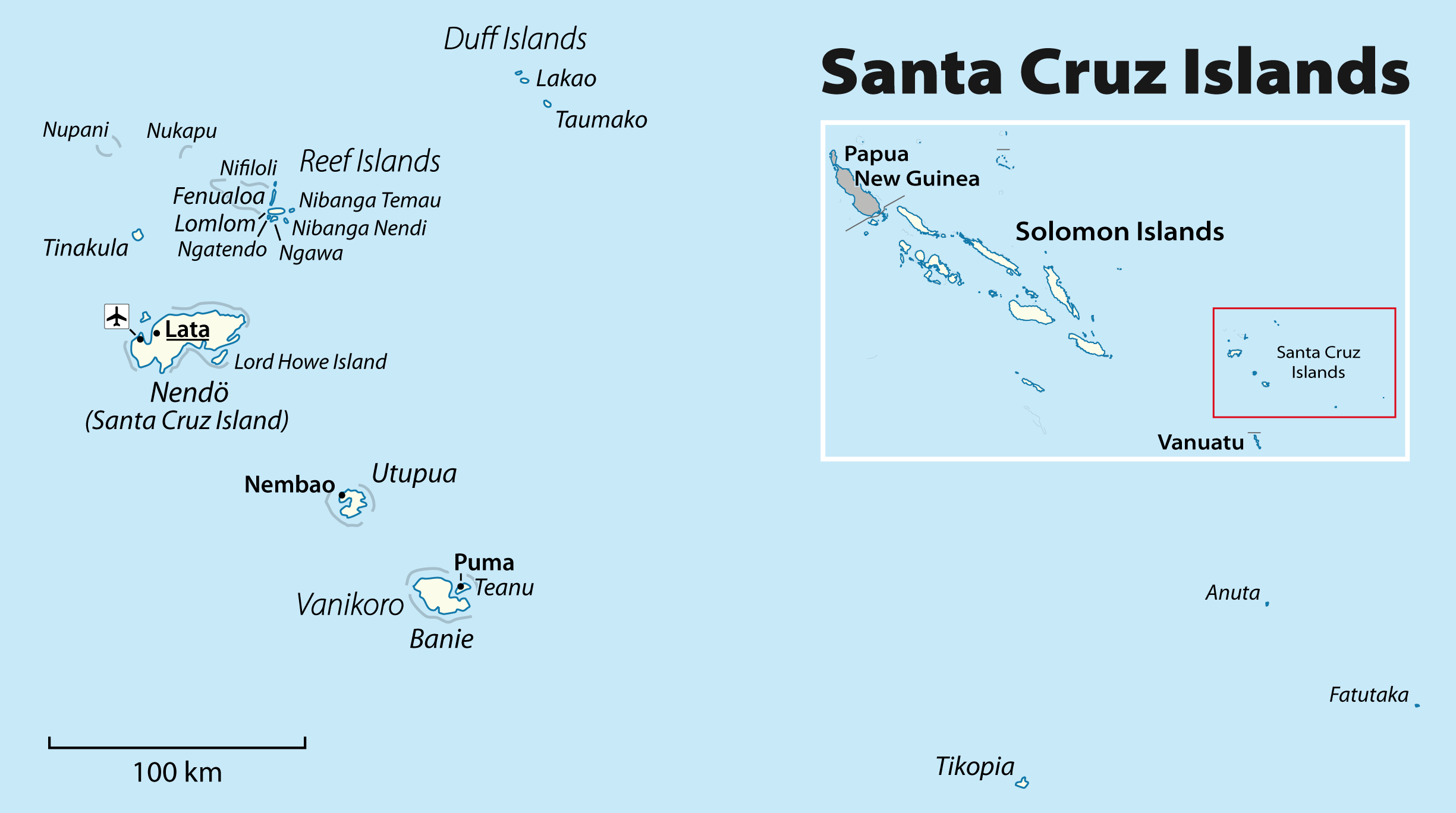
Översiktskarta

Nendo (engelska Nendo island även Ndeni, Nitendi och Ndende) är huvudön i Santa Cruzöarna som tillhör Salomonöarna i västra Stilla havet.

## Geografi
Nendo-ön är en del av Temotuprovinsen längst söderut i Salomonöarna och ligger ca 400 km sydöst om Honiara.
Ön är av vulkaniskt ursprung och har en area om ca 505 km² och omges av ett korallrev med en stor lagun innanför. Strax utanför Nendo ligger småöarna Malo / Tömotu Neo i nordväst och Nibanga / Tömotu Noi i sydöst.
Nendo har ca 5 000 invånare och högsta höjden är Mount Royal på ca 550 m ö.h. Huvudorten heter Lata med ca 550 invånare och ligger på öns nordvästra del.
Ön har en liten flygplats (flygplatskod SCZ) för lokalflyg.

## Historia
Nendo beboddes troligen av melanesier redan ca 1500 f.Kr. Santa Cruzöarna upptäcktes av européerna genom den spanske kaptenen Alvaro de Mendaña den 18 april 1595. Denne försökte även grunda en bosättning i Graciosa Bay på Nendos norra del.